# Aaron Jarvis
Pour les articles homonymes, voir Jarvis.

a Compétitions nationales et continentales officielles uniquement.

b Matchs officiels uniquement.
Dernière mise à jour le 11 juillet 2023.
Aaron Ronald Jarvis, né le 20 mai 1986 à Exeter en Angleterre, est un joueur international gallois d'origine anglaise de rugby à XV évoluant au poste de pilier.

## Biographie
Aaron Jarvis connaît des sélections en équipes de jeunes avec l'équipe du Pays de Galles des moins de 16 ans et de moins de 19 ans. Il évolue avec le club de Bath Rugby avant de rejoindre les Ospreys pour la saison 2011-2012.  
En octobre 2012, Aaron Jarvis fait partie du groupe de 35 joueurs appelé pour les tests internationaux d'automne avec l'équipe du pays de Galles. Il fait ses débuts internationaux le 10 novembre 2012 contre l'Argentine à Cardiff.
Aaron Jarvis est retenu pour disputer le Tournoi des Six Nations 2015, il joue les cinq rencontres dont deux comme titulaire. Le pays de Galles termine troisième avec 4 victoires et 1 défaite. 
De 2011 à 2015, Aaron Jarvis a disputé 71 matchs avec les Ospreys dont 19 pour la saison 2014-2015 et 12 comme titulaire du poste de pilier. 
Aaron Jarvis est retenu dans un groupe élargi de 47 joueurs pour la préparation de la Coupe du monde 2015, annoncé par Warren Gatland. Il figure dans la liste définitive de 31 joueurs annoncée le 1 septembre.
Il décide de quitter son pays à l'été 2016 pour rejoindre l'ASM Clermont Auvergne, demi-finaliste du Top 14, pour deux saisons. Il devient champion de France lors de la saison 2016-2017.
En 2018, il rejoint la franchise galloise des Dragons RFC. Il y joue trois saisons avant d'annoncer sa retraite en décembre 2021 et dans le but de devenir entraîneur adjoint au sein de l'équipe des Jackals de Dallas évoluant en Major League Rugby.

## Statistiques en sélection nationale
Aaron Jarvis compte 18 sélections avec le pays de Galles. Il participe à deux éditions du Tournoi des Six Nations, en 2015 et 2016.
| Édition          | Rang | Résultats pays de Galles | Résultats Aaron Jarvis | Matchs Aaron Jarvis |
| ---------------- | ---- | ------------------------ | ---------------------- | ------------------- |
| Six Nations 2015 | 3    | 4 v, 0 n, 1 d            | 4 v, 0 n, 1 d          | 5/5                 |
| Six nations 2016 | 2    | 3 v, 1 n, 1 d            | 1 v, 0 n, 0 d          | 1/5                 |

Légende : v = victoire ; n = match nul ; d = défaite ; la ligne est en gras quand il y a Grand Chelem.
Il participe à une édition de la Coupe du monde, en 2015 où il joue cinq rencontres, face à l'Uruguay, les Fidji et l'Australie.
| Édition         | Rang            | Résultats pays de Galles | Résultats Aaron Jarvis | Matchs Aaron Jarvis |
| --------------- | --------------- | ------------------------ | ---------------------- | ------------------- |
| Angleterre 2015 | Quart de finale | 3 v, 0 n, 2 d            | 2 v, 0 n, 1 d          | 3/5                 |

Légende : v = victoire ; n = match nul ; d = défaite.

## Palmarès
- Finaliste du Challenge européen en 2007 avec Bath Rugby.
- Vainqueur du Challenge européen en 2008 avec Bath Rugby.
- Vainqueur du Pro12 en 2012 avec les Ospreys.
- Finaliste de la Coupe d'Europe en 2017 avec l'ASM Clermont Auvergne.
- Vainqueur du Championnat de France en 2017 avec l'ASM Clermont Auvergne.